# Deutsche Leichtathletik-Meisterschaften 2011/Resultate
Der Hauptteil der Wettbewerbe bei den 111. Deutschen Leichtathletik-Meisterschaften wurde am 23. und 24. Juli 2011 im Kasseler Auestadion ausgetragen.
In der hier vorliegenden Auflistung werden die in den verschiedenen Wettbewerben jeweils ersten acht platzierten Leichtathletinnen und Leichtathleten aufgeführt. Eine Übersicht mit den Medaillengewinnerinnen und -gewinnern sowie einigen Anmerkungen zu den Meisterschaften findet sich unter dem Link Deutsche Leichtathletik-Meisterschaften 2011.
Wie immer gab es zahlreiche Disziplinen, die zu anderen Terminen an anderen Orten stattfanden – in den folgenden Übersichten jeweils konkret benannt.
Hier die ausführlichen Ergebnislisten der Meisterschaften 2011:

## Meisterschaftsresultate Männer

### 100 m
| Platz | Athlet, Verein                           | Zeit (s) |
| ----- | ---------------------------------------- | -------- |
| 1     | Tobias Unger (LG Stadtwerke München)     | 10,40    |
| 2     | Christian Blum (TV Wattenscheid 01)      | 10,43    |
| 3     | Alex Schaf (VfB Stuttgart)               | 10,48    |
| 4     | Sven Knipphals (VfB Stuttgart)           | 10,51    |
| 5     | Marius Broening (LG Stadtwerke München)  | 10,59    |
| 6     | Felix Göltl (TuS Kriftel)                | 10,60    |
| 7     | Benjamin Brömme (LG Eintracht Frankfurt) | 10,70    |
| 8     | Alexander Pschera (LV 90 Thum)           | 10,72    |

Datum: 23. Juli
Wind: −0,2 m/s

### 200 m
| Platz | Athlet, Verein                             | Zeit (s) |
| ----- | ------------------------------------------ | -------- |
| 1     | Robin Erewa (TV Wattenscheid 01)           | 21,05    |
| 2     | Sebastian Ernst (TV Wattenscheid 01)       | 21,14    |
| 3     | Sven Knipphals (VfB Stuttgart)             | 21,45    |
| 4     | Christian Rasp (LG Karlstadt-Gambach-Lohr) | 21,47    |
| 5     | Lucas Jakubczyk (SCC Berlin)               | 21,48    |
| 6     | Christian Dicks (LAZ Rhede)                | 21,53    |
| 7     | Eric Franke (SCC Berlin)                   | 21,60    |
| 8     | Ray Schmid (SCC Berlin)                    | 21,79    |

Datum: 24. Juli
Wind: −0,7 m/s

### 400 m
| Platz | Athlet, Verein                                  | Zeit (s) |
| ----- | ----------------------------------------------- | -------- |
| 1     | Jonas Plass (StG Asics Wendelstein/Erding)      | 46,59    |
| 2     | Eric Krüger (SC Magdeburg)                      | 46,96    |
| 3     | Thomas Schneider (SC Potsdam)                   | 47,15    |
| 4     | Miguel Rigau (LT DSHS Köln)                     | 47,17    |
| 5     | Marco Kaiser (LG Nike Berlin)                   | 47,36    |
| 6     | Benjamin Jonas (LG Eintracht Frankfurt)         | 47,45    |
| 7     | Matthias Bos (Turnverein Gladbeck)              | 47,97    |
| 8     | Benedikt Wiesend (StG Asics Wendelstein/Erding) | 48,17    |

Datum: 24. Juli

### 800 m
| Platz | Athlet, Verein                            | Zeit (min) |
| ----- | ----------------------------------------- | ---------- |
| 1     | Sören Ludolph (LG Braunschweig)           | 1:50,42    |
| 2     | Timo Benitz (TG Stockach)                 | 1:50,69    |
| 3     | Sebastian Keiner (Erfurter LAC)           | 1:50,70    |
| 4     | Patrick Oehler (VfL Sindelfingen)         | 1:51,12    |
| 5     | Oliver Vogel (SC Magdeburg)               | 1:51,13    |
| 6     | Patrick Schoenball (ABC Ludwigshafen)     | 1:51,37    |
| 7     | Martin Conrad (LAC Quelle Fürth)          | 1:52,42    |
| DNS   | Robin Schembera (TSV Bayer 04 Leverkusen) |            |

Datum: 24. Juli

### 1500 m
| Platz | Athlet, Verein                            | Zeit (min) |
| ----- | ----------------------------------------- | ---------- |
| 1     | Carsten Schlangen (LG Nord Berlin)        | 3:57,94    |
| 2     | Florian Orth (LG Telis Finanz Regensburg) | 3:58,37    |
| 3     | Jonas Hamm (LG Braunschweig)              | 3:58,88    |
| 4     | Moritz Waldmann (LG Hannover)             | 3:58,98    |
| 5     | Daniel Gruber (TSV Bayer 04 Leverkusen)   | 3:59,63    |
| 6     | Benjamin Friedrich (SG Greifswald)        | 3:59,98    |
| 7     | Simon Huckestein (SG Wenden)              | 4:00,41    |
| 8     | Falko Zauber (LAC Quelle Fürth)           | 4:00,42    |

Datum: 24. Juli

### 5000 m
| Platz | Athlet, Verein                             | Zeit (min) |
| ----- | ------------------------------------------ | ---------- |
| 1     | Arne Gabius (LAV Asics Tübingen)           | 13:58,87   |
| 2     | Richard Ringer (VfB LC Friedrichshafen)    | 14:02,08   |
| 3     | Julian Flügel (LG Telis Finanz Regensburg) | 14:03,50   |
| 4     | Musa Roba-Kinkal (Sportclub Gelnhausen)    | 14:04,28   |
| 5     | Sebastian Hallmann (LG Stadtwerke München) | 14:07,68   |
| 6     | Sven Praetorius (ASV Erfurt)               | 14:09,78   |
| 7     | Sören Kah (LG Lahn-Aar-Esterau)            | 14:12,71   |
| 8     | Simon Stützel (TV Wattenscheid 01)         | 14:16,88   |

Datum: 24. Juli

### 10.000 m
| Platz | Athlet, Verein                             | Zeit (min) |
| ----- | ------------------------------------------ | ---------- |
| 1     | Musa Roba-Kinkal (SC Gelnhausen)           | 29:22,02   |
| 2     | Julian Flügel (LG Telis Finanz Regensburg) | 29:36,37   |
| 3     | Justus Steffen (LG Stadtwerke München)     | 29:50,28   |
| 4     | Robert Krebs (SCC Berlin)                  | 30:00,14   |
| 5     | Fabian Clarkson (SC Brandenburg Berlin)    | 30:15,43   |
| 6     | Sören Kah (LG Lahn-Aar-Esterau)            | 30:16,12   |
| 7     | Daniel Schmidt (LG Remscheid)              | 30:30,37   |
| 8     | Marc Schulze (SCC Berlin)                  | 30:56,30   |

Datum: 7. Mai
fand in Essen  statt

### 10-km-Straßenlauf
| Platz | Athlet, Verein                             | Zeit (min) |
| ----- | ------------------------------------------ | ---------- |
| 1     | Christian Glatting (TV Wattenscheid 01)    | 29:28      |
| 2     | Vitaliy Rybak (TV Wattenscheid 01)         | 29:37      |
| 3     | Falk Cierpinski (SG Spergau)               | 29:39      |
| 4     | Julian Flügel (LG Telis Finanz Regensburg) | 29:41      |
| 5     | Robert Krebs (SCC Berlin)                  | 29:44      |
| 6     | Sören Kah (LG Lahn-Aar-Esterau)            | 29:45      |
| 7     | Sven Weyer (SG Spergau)                    | 29:50      |
| 8     | Filmon Ghirmai (LAV Asics Tübingen)        | 30:03      |

Datum: 10. September
fand in Oelde statt

### 10-km-Straßenlauf, Mannschaftswertung
| Platz | Verein, Besetzung                                                                   | Zeit (h) |
| ----- | ----------------------------------------------------------------------------------- | -------- |
| 1     | TV Wattenscheid 01 (Christian Glatting, Vitaliy Rybak, Jan Fitschen)                | 1:29:26  |
| 2     | LAV Asics Tübingen (Filmon Ghirmai, Michael Schramm, Clemens Bleistein)             | 1:31:25  |
| 3     | SCC Berlin (Robert Krebs, Marc Schulze, Hagen Brosius)                              | 1:31:34  |
| 4     | LG Telis Finanz Regensburg (Julian Flügel, Dennis Pyka, Jonas Koller)               | 1:33:05  |
| 5     | Post-Sportverein Trier (Thorsten Baumeister, Florian Neuschwander, Philipp Klaeren) | 1:34:22  |
| 6     | LG Zusam (Tobias Gröbl, Lukas Steinheber, Maximilian Meingast)                      | 1:35:23  |
| 7     | SG Wenden (Tobias Dreier, Tim-Arne Sidenstein, Florian Herr)                        | 1:35:26  |
| 8     | LG Braunschweig (Heiko Baier, Florian Pehrs, Sebastian Möser)                       | 1:35:50  |

Datum: 10. September
fand in Oelde statt

### Halbmarathon
| Platz | Athlet, Verein                                 | Zeit (h) |
| ----- | ---------------------------------------------- | -------- |
| 1     | André Pollmächer (Rhein-Marathon Düsseldorf)   | 1:04:16  |
| 2     | Musa Roba-Kinkal (Sportclub Gelnhausen)        | 1:04:30  |
| 3     | Stefan Koch (LG Braunschweig)                  | 1:04:55  |
| 4     | Hagen Brosius (SCC Berlin)                     | 1:05:26  |
| 5     | Maciek Miereczko (Förderverein Citylauf Erfts) | 1:05:39  |
| 6     | Sören Kah (LG Lahn-Aar-Esterau)                | 1:05:42  |
| 7     | Christian Biele (LG Ohra-Hörselgas Männer)     | 1:06:51  |
| 8     | Holger Freudenberger (TSG 1845 Heilbronn)      | 1:07:49  |

Datum: 17. April
fand in Griesheim statt

### Halbmarathon, Mannschaftswertung
| Platz | Verein, Besetzung                                                            | Zeit (h) |
| ----- | ---------------------------------------------------------------------------- | -------- |
| 1     | SG Wenden (Jörg Heiner, Tobias Dreier, Tim-Arne Sidenstein)                  | 3:25:54  |
| 2     | LG Ohra-Hörselgas (Christian Biele, Marcel Bräutigam, Christian König)       | 3:26:36  |
| 3     | PSV Grün-Weiß Kassel (Markus Jahn, Marco Schwab, Thomas Schönemann)          | 3:29:53  |
| 4     | LG Stadtwerke München (Matthias Ewender, Jan Müller, Harald Seidl)           | 3:30:57  |
| 5     | Aachener TG (Philipp Nawrocki, André Collet, Stefan Schnorr)                 | 3:31:09  |
| 6     | LG Olympia Dortmund (David Holmgren, Henrik Böhringer, Andreas Sterzinger)   | 3:34:05  |
| 7     | TSG 1845 Heilbronn (Holger Freudenberger, Kay-Uwe Müller, Matthias Reischle) | 3:36:29  |
| 8     | LG Passau (Tobias Schreindl, Marco Bscheidl, Wolfgang Brandl)                | 3:36:52  |

Datum: 17. April
fand in Griesheim statt

### Marathon
| Platz | Athlet, Verein                                  | Zeit (h) |
| ----- | ----------------------------------------------- | -------- |
| 1     | Stefan Koch (LG Braunschweig)                   | 2:20:39  |
| 2     | Manuel Meyer (TV Wattenscheid 01)               | 2:23:50  |
| 3     | Florian Neuschwander (Post-Sport-Telekom Trier) | 2:24:14  |
| 4     | Holger Freudenberger (TSG 1845 Heilbronn)       | 2:26:08  |
| 5     | Andreas Sterzinger (LG Olympia Dortmund)        | 2:26:52  |
| 6     | Christian Seiler (LG Ohra-Hörselgas)            | 2:27:36  |
| 7     | André Collet (Aachener TG)                      | 2:27:42  |
| 8     | Philipp Nawrocki (Aachener TG)                  | 2:28:02  |

Datum: 22. Mai
fand im Rahmen des Hamburg-Marathons statt

### Marathon, Mannschaftswertung
| Platz | Verein, Besetzung                                                                | Zeit (h) |
| ----- | -------------------------------------------------------------------------------- | -------- |
| 1     | Aachener TG (André Collet, Philipp Nawrocki, Stefan Schnorr)                     | 7:29:02  |
| 2     | TSG 1845 Heilbronn (Holger Freudenberger, Kay-Uwe Müller, Dr. Matthias Reischle) | 7:38:02  |
| 3     | LG Olympia Dortmund (Andreas Sterzinger, Tillmann Goltsch, Zakaria Talbi)        | 7:42:50  |
| 4     | PTSV Rosenheim (Philipp Brouwer, irk Josephs, Stephan Dandlberger)               | 7:52:15  |
| 5     | TuS Deuz (Thomas Tremmel, Andreas Senner, Stefan Brockfeld)                      | 7:55:10  |
| 6     | LG Ovag Friedberg-Fauerbach (Benedikt Heil, Philipp Ratz, Andreas Gerrits)       | 8:02:47  |
| 7     | LAZ Puma Troisdorf/Siegburg (Daniel Weiser, Torsten Schneider, Thomas Sambale)   | 8:04:47  |
| 8     | TH-Eilbeck (Thomas Ebel, Carsten Hinz, Volker Sturm)                             | 8:13:06  |

Datum: 22. Mai
fand im Rahmen des Hamburg-Marathons statt

### 100-km-Straßenlauf
| Platz | Athlet, Verein                                   | Zeit (h) |
| ----- | ------------------------------------------------ | -------- |
| 1     | Michael Sommer (Eichenkreuz Schwaikheim)         | 7:13:14  |
| 2     | Oliver Leu (LG Bremen-Nord)                      | 7:35:21  |
| 3     | Johannes Haßlinger (LG Nienburg)                 | 7:38:06  |
| 4     | René Strosny (Bautzener LV Rot-Weiß 90)          | 7:47:47  |
| 5     | Thomas Herget (LG Fulda)                         | 7:47:48  |
| 6     | Rainer Wilfried Koch (Laufgemeinschaft Würzburg) | 7:50:11  |
| 7     | Dr. Bernd Juckel (SG Neukirchen-Hülchrath)       | 7:57:53  |
| 8     | Jürgen Kiebler (TV 1846 Isny)                    | 7:58:37  |

Datum: 30. April
fand in Jüterbog statt

### 100-km-Straßenlauf, Mannschaftswertung
| Platz | Verein, Besetzung                                                                       | Zeit (h) |
| ----- | --------------------------------------------------------------------------------------- | -------- |
| 1     | Eichenkreuz Schwaikheim (Michael Sommer, Andreas Maisch, Jochen Höschele)               | 24:37:25 |
| 2     | Laufgemeinschaft Würzburg (Rainer Wilfried Koch, Christoph Hoffmann, Walter Zimmermann) | 28:55:19 |
| 3     | LC Olympia Wiesbaden (Max Lahann, Robert Nolte, Roland Ernst)                           | 29:21:03 |
| 4     | LC Auensee Leipzig (Detlev Forkel, Thomas Egerland, Ekkehard Steuck)                    | 30:37:47 |

Datum: 30. April
fand in Jüterbog statt
nur 4 Mannschaften in der Wertung

### 110 m Hürden
| Platz | Athlet, Verein                          | Zeit (s) |
| ----- | --------------------------------------- | -------- |
| 1     | Matthias Bühler (LG Offenburg)          | 13,66    |
| 2     | Erik Balnuweit (LAZ im SC DHfK Leipzig) | 13,68    |
| 3     | Marlon Odom (LAZ Zweibrücken)           | 13,72    |
| 4     | Alexander John (LAZ im SC DHfK Leipzig) | 13,73    |
| 5     | Willi Mathiszik (TV Wattenscheid 01)    | 13,74    |
| 6     | Helge Schwarzer (Hamburger SV)          | 13,99    |
| 7     | Paul Dittmer (MTV Hanstedt)             | 14,02    |
| 8     | David Filipowski (TV Wattenscheid 01)   | 14,47    |

Datum: 23. Juli
Wind: −1,0 m/s

### 400 m Hürden
| Platz | Athlet, Verein                                  | Zeit (s) |
| ----- | ----------------------------------------------- | -------- |
| 1     | David Gollnow (StG Asics Wendelstein/Erding)    | 49,56    |
| 2     | Tobias Giehl (LG Würm Athletik)                 | 49,81    |
| 3     | Daniel Wienands (Essener Leichtathletik-Verein) | 51,29    |
| 4     | Quentin Seigel (LG Offenburg)                   | 51,44    |
| 5     | Christian Heimann (LAZ Puma Troisdorf/Siegburg) | 51,76    |
| 6     | Mirko Schmid (TV Wattenscheid 01)               | 52,39    |
| 7     | Christian Siegmund (SV Werder Bremen)           | 52,99    |
| 8     | Florian Handt (SC Potsdam)                      | 55,10    |

Datum: 24. Juli

### 3000 m Hindernis
| Platz | Athlet, Verein                                | Zeit (min) |
| ----- | --------------------------------------------- | ---------- |
| 1     | Steffen Uliczka (SG TSV Kronshagen/Kieler TB) | 8:33,47    |
| 2     | Benedikt Karus (LG badenova Nordschwarzwald)  | 8:45,71    |
| 3     | Hannes Liebach (TV Wattenscheid 01)           | 8:52,38    |
| 4     | Fabian Clarkson (SC Brandenburg Berlin)       | 8:54,14    |
| 5     | Maik Wollherr (OTB Osnabrück)                 | 8:54,41    |
| 6     | Michael Wilms (LG Stadtwerke München)         | 8:55,82    |
| 7     | Jannis Töpfer (TV Wattenscheid 01)            | 9:02,05    |
| 8     | Christian Schmitz (LG Maifeld-Pellenz)        | 9:06,14    |

Datum: 24. Juli

### 4 × 100 m Staffel
| Platz | Verein, Besetzung                                                                         | Zeit (s) |
| ----- | ----------------------------------------------------------------------------------------- | -------- |
| 1     | SCC Berlin (George Petzold, Eric Franke, Maximilian Kessler, Lucas Jakubczyk)             | 39,81    |
| 2     | LG Stadtwerke München (Tobias Unger, Marcus Mikulla, Florian Rentz, Oliver Koenig)        | 40,03    |
| 3     | Turnverein Gladbeck (Thomas Lohrengel, Matthias Bos, Florian Lamers, Sebastian Fricke)    | 40,40    |
| 4     | LT DSHS Köln (Andreas Luzat, Frank Werner, Miguel Rigau, Martin Kautsch)                  | 40,40    |
| 5     | LG Weserbergland (J. Grosser, Joachim Peest, Sven Lange, Etienne Diatta)                  | 41,28    |
| 6     | 1. LAV Rostock (Christopher Golnik, Alexander Haß, Christian Bernhardt, Richard Bienasch) | 41,35    |
| 7     | Turnverein Gladbeck (Moritz Seidel, Stephan Zenker, Paul Kruse, Kevin Sellke)             | 41,66    |
| 8     | LG Kindelsberg Kreuztal (Pascal Juergens, Markus Brandt, Tim Schneider, Andre Rumpf)      | 41,72    |

Datum: 23. Juli

### 4 × 400 m Staffel
| Platz | Verein, Besetzung                                                                               | Zeit (min) |
| ----- | ----------------------------------------------------------------------------------------------- | ---------- |
| 1     | StG Asics Wendelstein/Erding (Benedikt Wiesend, Jonas Plass, Markus Kiefl, David Gollnow)       | 3:10,71    |
| 2     | LG Eintracht Frankfurt (Michael Pflüger, Niklas Zender, Clemens Höfer, Benjamin Jonas)          | 3:10,72    |
| 3     | SCC Berlin (Stefan Beyer, Sven Buggel, Robin Kresinszky, Julian Kiwus)                          | 3:12,39    |
| 4     | SC Potsdam (Maximilian Kriese, Björn Leow, Florian Handt, Thomas Schneider)                     | 3:13,32    |
| 5     | TV Wattenscheid 01 (Alexander Meisolle, Sascha Jan Eder, Jörn Niedereichholz, Niklas Fröhlich)  | 3:13,68    |
| 6     | LT DSHS Köln (Pascal Rosenberger, Thomas Demmer, Felix Krauß, Miguel Rigau)                     | 3:14,65    |
| 7     | LAZ Puma Troisdorf/Siegburg (Bennet Steudel, Philipp Lorber, Patrick Müller, Christian Heimann) | 3:15,54    |
| 8     | LG OVAG Friedberg-Fauerbach (Daniel Rabstein, Christian Klein, Sven Langer, Till Helmke)        | 3:16,46    |

Datum: 24. Juli

### 3 × 1000 m Staffel
| Platz | Verein, Besetzung                                                           | Zeit (min) |
| ----- | --------------------------------------------------------------------------- | ---------- |
| 1     | LG Nord Berlin (Johannes Riewe, Micha Heidenreich, Carsten Schlangen)       | 7:08,33    |
| 2     | StG Magdeburg-Halle (Tim Jurich, Ronny Heck, Oliver Vogel)                  | 7:11,03    |
| 3     | LG Braunschweig (Andreas Kuhlen, Florian Pehrs, Sören Ludolph)              | 7:12,36    |
| 4     | LG Telis Finanz Regensburg (Jonas Zweck, Felix Plinke, Florian Orth)        | 7:12,39    |
| 5     | LAC Quelle Fürth (Falko Zauber, René Bauschinger, Martin Conrad)            | 7:14,91    |
| 6     | ASV Erfurt (Tim Herold, Rico Schwarz, Sven Praetorius)                      | 7:15,35    |
| 7     | VfB LC Friedrichshafen (Maximilian Dersch, Martin Sperlich, Richard Ringer) | 7:15,42    |
| 8     | LAZ im SC DHfK Leipzig (Max Betsch, Jakob Aurin, Peter Förster)             | 7:18,15    |

Datum: 7. August
fand in Jena im Rahmen der Deutschen Jugendmeisterschaften statt

### 10.000-m-Bahngehen
| Platz | Athlet, Verein                       | Zeit (min) |
| ----- | ------------------------------------ | ---------- |
| 1     | Christopher Linke (SC Potsdam)       | 39:52,96   |
| 2     | André Höhne (SCC Berlin)             | 40:10,99   |
| 3     | Carsten Schmidt (SCC Berlin)         | 40:28,14   |
| 4     | Carl Dohmann (SCL -Heel Baden-Baden) | 40:35,47   |
| 5     | Nils Christopher Gloger (SC Potsdam) | 42:17,85   |
| 6     | Nils Brembach (SC Potsdam)           | 42:46,12   |
| 7     | Marcel Lehmberg (SCC Berlin)         | 43:06,87   |

Datum: 24. Juli
nur 7 Teilnehmer

### 20-km-Gehen
| Platz | Athlet, Verein                      | Zeit (h) |
| ----- | ----------------------------------- | -------- |
| 1     | André Höhne (SCC Berlin)            | 1:23:23  |
| 2     | Christopher Linke (SC Potsdam)      | 1:24:58  |
| 3     | Maik Berger (SCC Berlin)            | 1:25:49  |
| 4     | Carl Dohmann (SCL-Heel Baden-Baden) | 1:31:05  |
| 5     | Steffen Borsch (SV Köthen)          | 1:40:26  |
| 6     | Max Breuer (Erfurter LAC)           | 1:41:24  |
| 7     | Malte Strunk (Alemannia Aachen)     | 1:43:40  |
| 8     | Uwe Schröter (LG Vogtland)          | 1:45:27  |

Datum: 11. Juni
fand in Erfurt statt

### 20-km-Gehen, Mannschaftswertung
| Platz | Verein, Besetzung                                                     | Zeit (h) |
| ----- | --------------------------------------------------------------------- | -------- |
| 1     | SV Einheit 1875 Worbis (Denis Franke, Ronald Papst, Karsten Staedler) | 5:44:12  |
| 2     | SpVgg Niederaichbach (Helmut Prieler, Georg Gerstl, Gerhard Langner)  | 5:48:27  |
| 3     | ASV 1902 Sangerhausen (Martin Gebauer, Dick Gnauck, Mario Kerber)     | 5:56:26  |
| 4     | Polizei SV Berlin (Uwe Tolle, Günter Evertz, Ralf Janotte)            | 6:20:46  |

Datum: 11. Juni
fand in Erfurt statt
nur 4 Mannschaften in der Wertung

### 50-km-Gehen
| Platz | Athlet, Verein                         | Zeit (h) |
| ----- | -------------------------------------- | -------- |
| 1     | Carsten Schmidt (SCC Berlin)           | 3:54:54  |
| 2     | Helmut Prieler (SpVgg Niederaichbach)  | 4:54:05  |
| 3     | Dick Gnauck (ASV 1902 Sangerhausen)    | 4:56:32  |
| 4     | Matthias Holtermann (Alemannia Aachen) | 4:58:54  |
| 5     | Stefan Werner (LG Vogtland)            | 5:57:20  |
| DSQ   | Dirk Kaldewei (LG Ahlen)               |          |

Datum: 24. September
fand in Naumburg statt
nur 6 Teilnehmer

### Hochsprung
| Platz | Athlet, Verein                              | Höhe (m) |
| ----- | ------------------------------------------- | -------- |
| 1     | Raúl Spank (Dresdner SC)                    | 2,31     |
| 2     | Matthias Haverney (Dresdner SC)             | 2,28     |
| 3     | Tim Riedel (TV Wattenscheid 01)             | 2,19     |
| 4     | Benjamin Lauckner (LAC Erdgas Chemnitz)     | 2,19     |
| 5     | Matthias Franta (USC Mainz)                 | 2,10     |
| 6     | Sebastian Kneifel (TSV Bayer 04 Leverkusen) | 2,05     |
| 6     | Eike Onnen (LG Hannover)                    | 2,05     |
| 6     | Rene Stauß (VfL Sindelfingen)               | 2,05     |

Datum: 24. Juli

### Stabhochsprung
| Platz | Athlet, Verein                               | Höhe (m) |
| ----- | -------------------------------------------- | -------- |
| 1     | Malte Mohr (LG Stadtwerke München)           | 5,72     |
| 2     | Fabian Schulze (LG Stadtwerke München)       | 5,62     |
| 3     | Karsten Dilla (LAV Bayer Uerdingen/Dormagen) | 5,62     |
| 4     | Björn Otto (LAV Bayer Uerdingen/Dormagen)    | 5,52     |
| 5     | Raphael Holzdeppe (LAZ Zweibrücken)          | 5,52     |
| 6     | Hendrik Gruber (TSV Bayer 04 Leverkusen)     | 5,42     |
| 7     | Alexander Straub (LG Filstal)                | 5,32     |
| 8     | Michel Frauen (TSV Bayer 04 Leverkusen)      | 5,32     |

Datum: 24. Juli

### Weitsprung
| Platz | Athlet, Verein                        | Weite (m) |
| ----- | ------------------------------------- | --------- |
| 1     | Sebastian Bayer (Hamburger SV)        | 8,17      |
| 2     | Christian Reif (ABC Ludwigshafen)     | 7,82      |
| 3     | Oliver Koenig (LG Stadtwerke München) | 7,79      |
| 4     | Stefan Köpf (LAC Pliezhausen)         | 7,73      |
| 5     | Lucas Jakubczyk (SCC Berlin)          | 7,69      |
| 6     | Alyn Camara (TSV Bayer 04 Leverkusen) | 7,69      |
| 7     | Mario Kral (Hamburger SV)             | 7,66      |
| 8     | Martin Neckin (Schweriner SC)         | 7,64      |

Datum: 23. Juli

### Dreisprung
| Platz | Athlet, Verein                     | Weite (m) |
| ----- | ---------------------------------- | --------- |
| 1     | Andreas Pohle (ASV Erfurt)         | 16,59     |
| 2     | Matthias Uhrig (VfL Sindelfingen)  | 16,50     |
| 3     | Daniel Kohle (LG Ratio Münster)    | 16,25     |
| 4     | Martin Seiler (ABC Ludwigshafen)   | 16,12     |
| 5     | Thomas Vogel (FC Germania Dürwiss) | 15,86     |
| 6     | Konstantin Gens (LAC Berlin)       | 15,31     |
| 7     | Nico Bayer (Wiesbadener LV)        | 15,26     |
| 8     | Lou Buadu (SCC Berlin)             | 14,85     |

Datum: 23. Juli

### Kugelstoßen
| Platz | Athlet, Verein                          | Weite (m) |
| ----- | --------------------------------------- | --------- |
| 1     | David Storl (LAC Erdgas Chemnitz)       | 20,35     |
| 2     | Marco Schmidt (VfL Sindelfingen)        | 19,49     |
| 3     | Robert Dippl (LAC Quelle Fürth)         | 18,58     |
| 4     | Markus Bandekow (SC Brandenburg Berlin) | 18,34     |
| 5     | Tobias Dahm (VfL Sindelfingen)          | 18,33     |
| 6     | Tobias Hepperle (VfB Stuttgart)         | 18,33     |
| 7     | Hendrik Müller (SC Neubrandenburg)      | 18,18     |
| 8     | Max Bedewitz (LV 90 Thum)               | 18,01     |

Datum: 23. Juli

### Diskuswurf
| Platz | Athlet, Verein                       | Weite (m) |
| ----- | ------------------------------------ | --------- |
| 1     | Robert Harting (SCC Berlin)          | 65,52     |
| 2     | Markus Münch (LG Wedel-Pinneberg)    | 61,47     |
| 3     | Daniel Jasinski (TV Wattenscheid 01) | 58,42     |
| 4     | Gordon Wolf (SC Potsdam)             | 56,63     |
| 5     | Christoph Harting (SCC Berlin)       | 55,74     |
| 6     | David Wrobel (VfB Stuttgart)         | 54,91     |
| 7     | Robert Sammler (SCC Berlin)          | 54,14     |
| 8     | Michael Salzer (VfB Stuttgart)       | 53,20     |

Datum: 24. Juli

### Hammerwurf
| Platz | Athlet, Verein                                  | Weite (m) |
| ----- | ----------------------------------------------- | --------- |
| 1     | Markus Esser (TSV Bayer 04 Leverkusen)          | 78,44     |
| 2     | Jens Rautenkranz (USC Mainz)                    | 73,70     |
| 3     | Benjamin Boruschewski (TSV Bayer 04 Leverkusen) | 71,73     |
| 4     | Sven Möhsner (TSV Bayer 04 Leverkusen)          | 71,11     |
| 5     | Andreas Sahner (LC Rehlingen)                   | 70,40     |
| 6     | Marcus Kahlmeyer (Hannover 96)                  | 69,12     |
| 7     | Alexander Ziegler (LG Staufen)                  | 69,05     |
| 8     | Johannes Bichler (LG Stadtwerke München)        | 65,73     |

Datum: 24. Juli

### Speerwurf
| Platz | Athlet, Verein                                           | Weite (m) |
| ----- | -------------------------------------------------------- | --------- |
| 1     | Matthias de Zordo (SV Schlau.com Saar 05 Saarbrücken)    | 81,06     |
| 2     | Mark Frank (1. LAV Rostock)                              | 81,01     |
| 3     | Björn Lange (SC Magdeburg)                               | 75,81     |
| 4     | Jens Merseburg (MTG Mannheim)                            | 74,07     |
| 5     | Matthias Treff (Hallesche Leichtathletik-Freunde)        | 72,45     |
| 6     | David Madeo (MTG Mannheim)                               | 72,20     |
| 7     | Peter Esenwein (LAZ Salamander Kornwestheim-Ludwigsburg) | 71,95     |
| 8     | Vinzenz Taufratshofer (LG Allgäu-Kempten)                | 71,56     |

Datum: 23. Juli

### Zehnkampf
| Platz | Athlet, Verein                              | Leistung (Pkte) |
| ----- | ------------------------------------------- | --------------- |
| 1     | André Niklaus (LG Nike Berlin)              | 7536            |
| 2     | Steffen Kahlert (TuS Wunstorf)              | 7410            |
| 3     | Tom Bechert (LG Telis Finanz Regensburg)    | 7362            |
| 4     | Julian Ade (VfB Stuttgart)                  | 7045            |
| 5     | Stefan Preß (TSV Bayer 04 Leverkusen)       | 6964            |
| 6     | Henrik Reifenrath (ASC Düsseldorf)          | 6804            |
| 7     | Malte Hartfiel (LG Telis Finanz Regensburg) | 6803            |
| 8     | Johannes Waidelich (LAV Asics Tübingen)     | 6798            |

Datum: 27./28. August
fand in Vaterstetten statt

### Zehnkampf, Mannschaftswertung
| Platz | Verein, Besetzung                                                          | Leistung (Pkte) |
| ----- | -------------------------------------------------------------------------- | --------------- |
| 1     | LG Telis Finanz Regensburg (Tom Bechert, Malte Hartfiel, Matthias Küsters) | 20.715          |
| 2     | LC Paderborn (Marius Heitjohann, Arthur Kleiber, Christian Herrmann)       | 19.995          |
| 3     | LAV Asics Tübingen (Johannes Waidelich, Nils Merten, Leon Brendel)         | 19.943          |
| 4     | LT DSHS Köln (Matthias Esser, Patrick Raatz, Oliver Scheer)                | 17.575          |

Datum: 27./28. August
fand in Vaterstetten statt
nur 4 Teams in der Wertung

### CrosslaufMittelstrecke –3,8 km
| Platz | Athlet, Verein                                 | Zeit (min) |
| ----- | ---------------------------------------------- | ---------- |
| 1     | Rico Schwarz (ASV Erfurt)                      | 11:16      |
| 2     | Julian Flügel (LG Telis Finanz Regensburg)     | 11:20      |
| 3     | Tobias Gröbl (LG Zusam)                        | 11:26      |
| 4     | Sebastian Hallmann (LG Stadtwerke München)     | 11:35      |
| 5     | Christophe Chayriguet (TV Walstraße Wiesbaden) | 11:37      |
| 6     | Christian Glatting (TV Wattenscheid 01)        | 11:37      |
| 7     | Felix Hentschel (LG Telis Finanz Regensburg)   | 11:38      |
| 8     | Ken Fessel (Hallesche Leichtathletik-Freunde)  | 11:40      |

Datum: 5. März
fand in Löningen statt

### CrosslaufMittelstrecke –3,8 km, Mannschaftswertung
| Platz | Verein, Besetzung                                                                | Platzziffer |
| ----- | -------------------------------------------------------------------------------- | ----------- |
| 1     | LG Telis Finanz Regensburg (Julian Flügel, Felix Hentschel, Felix Plinke)        | 034         |
| 2     | SG Wenden (Simon Huckestein, Tim-Arne Sidenstein, Tobias Dreier)                 | 043         |
| 3     | LG Nord Berlin (Johannes Riewe, Sebastian B. Dennis, Arthur Schäfer)             | 067         |
| 4     | ASV Erfurt (Rico Schwarz, Sven Praetorius, Tim Herold)                           | 069         |
| 5     | LAC Pliezhausen 84 (Florian Totzauer, Demian Werminghausen, Matthias Walker)     | 084         |
| 6     | TV Walstraße Wiesbaden (Christophe Chayriguet, Moritz Hillesheim, Stefan Losert) | 091         |
| 7     | LG badenova Nordschwarzwald (Christian Lenk, Markus Giering, Tobias Giering)     | 096         |
| 8     | LG Braunschweig (Florian Pehrs, Andreas Kuhlen, Markus Schinz)                   | 106         |

Datum: 5. März
fand in Löningen statt

### CrosslaufLangstrecke –10,3 km
| Platz | Athlet, Verein                                | Zeit (min) |
| ----- | --------------------------------------------- | ---------- |
| 1     | Steffen Uliczka (SG TSV Kronshagen/Kieler TB) | 31:28      |
| 2     | Steffen Justus (LG Stadtwerke München)        | 31:50      |
| 3     | Arne Gabius (LAV Asics Tübingen)              | 32:07      |
| 4     | Gregor Buchholz (LAZ Saarbrücken)             | 32:19      |
| 5     | Richard Friedrich (LG Passau)                 | 32:25      |
| 6     | Jonathan Zipf (LAZ Saarbrücken)               | 32:39      |
| 7     | Sören Kah (LG Lahn-Aar-Esterau)               | 32:45      |
| 8     | Stefan Hohberger (LG Passau)                  | 32:56      |

Datum: 5. März
fand in Löningen statt

### CrosslaufLangstrecke –10,3 km, Mannschaftswertung
| Platz | Verein, Besetzung                                                             | Platzziffer |
| ----- | ----------------------------------------------------------------------------- | ----------- |
| 1     | LG Passau (Richard Friedrich, Stefan Hohberger, Tobias Schreindl)             | 22          |
| 2     | LAZ Saarbrücken (Gregor Buchholz, Jonathan Zipf, Stefan Zachäus)              | 30          |
| 3     | LG Stadtwerke München (Steffen Justus, Sebastian Hallmann, Johann Hillebrand) | 34          |
| 4     | TSV Kirchdorf (Dirk Schwarzbach, Florian Reichert, Philip Champignon)         | 61          |
| 5     | TV Refrath (Eike Carsten Pupkes, Simon Dahl, Andreas Winterholler)            | 72          |
| 6     | TSV Windeck Burgebrach (Markus Blenk, Mathias Thomann, Sascha Burkhardt)      | 83          |
| 7     | LG Vulkaneifel (Michael Pfeil, Dennis Oelert, Gregor Witzel)                  | 84          |
| 8     | PSV Grün-Weiß Kassel (Markus Jahn, Daniel Gebert, Martin Wonke)               | 85          |

Datum: 5. März
fand in Löningen statt

### Berglauf–8,6 km
| Platz | Athlet, Verein                                  | Zeit (min) |
| ----- | ----------------------------------------------- | ---------- |
| 1     | Timo Zeiler (MTG Mannheim)                      | 48:43      |
| 2     | Matthias Hecktor (TuS Heltersberg)              | 49:17      |
| 3     | Korbinian Schönberger (LLC Marathon Regensburg) | 49:51      |
| 4     | Josef Beha (FC Alemannia Unterkirnach)          | 50:16      |
| 5     | Thomas Göpfert (FC Alemannia Unterkirnach)      | 50:40      |
| 6     | Jonas Lehmann (TuS Heltersberg)                 | 51:02      |
| 7     | Fabian Alraun (Post-Telekom-SV Rosenheim)       | 51:39      |
| 8     | John Mooney (Post-Telekom-SV Rosenheim)         | 51:56      |

Datum: 3. Juli
fand in Oberstdorf statt

### Berglauf–8,6 km, Mannschaftswertung
| Platz | Verein, Besetzung                                                         | Zeit (h) |
| ----- | ------------------------------------------------------------------------- | -------- |
| 1     | LLC Marathon Regensburg (Korbinian Schönberger, Ralf Preißl, Marco Sturm) | 2:32:32  |
| 2     | TuS Heltersberg 1 (Matthias Hecktor, Jonas Lehmann, Marko Becker)         | 2:36:14  |
| 3     | FC Alemannia Unterkirnach (Josef Beha, Thomas Göpfert, Dominik Sowieja)   | 2:36:25  |
| 4     | Post-Telekom-SV Rosenheim (Fabian Alraun, John Mooney, Werner Stieber)    | 2:44:02  |
| 5     | TV Jahn Kempten (Alexander Hirschberg, Thomas Miksch, Harald Stecker)     | 2:47:29  |
| 6     | Post-Sportverein Trier (Lucas Theis, Philipp Klaeren, Alexander Bock)     | 2:50:22  |
| 7     | SC Brandenburg Berlin (Niels Bubel, Kerrick Hesse, Egidius Pranckus)      | 2:56:53  |
| 8     | TuS Heltersberg 2 (Benjamin Pukalla, André Bour, Volker Nagel)            |          |

Datum: 3. Juli
fand in Oberstdorf statt

## Meisterschaftsresultate Frauen

### 100 m
| Platz | Athletin, Verein                            | Zeit (s) |
| ----- | ------------------------------------------- | -------- |
| 1     | Cathleen Tschirch (TSV Bayer 04 Leverkusen) | 11,52    |
| 2     | Leena Günther (LT DSHS Köln)                | 11,62    |
| 3     | Anne Möllinger (MTG Mannheim)               | 11,63    |
| 4     | Marion Wagner (USC Mainz)                   | 11,71    |
| 5     | Carolyn Moll (ART Düsseldorf)               | 11,95    |
| 6     | Mareike Peters (TSV Bayer 04 Leverkusen)    | 12,04    |
| 7     | Deborah Hufschmidt (MTG Mannheim)           | 12,09    |
| DSQ   | Yasmin Kwadwo (TV Wattenscheid 01)          |          |

Datum: 23. Juli
Wind: −1,5 m/s

### 200 m
| Platz | Athletin, Verein                         | Zeit (s) |
| ----- | ---------------------------------------- | -------- |
| 1     | Christina Haack (TV Gladbeck)            | 23,45    |
| 2     | Maike Dix (TV Wattenscheid 01)           | 23,62    |
| 3     | Leena Günther (LT DSHS Köln)             | 23,64    |
| 4     | Anja Wackershauser (VfB Stuttgart)       | 23,92    |
| 5     | Friederike Möhlenkamp (TV Gladbeck)      | 23,93    |
| 6     | Martina Riedl (SC Vöhringen)             | 23,96    |
| 7     | Mareike Peters (TSV Bayer 04 Leverkusen) | 24,14    |
| 8     | Inna Weit (LC Paderborn)                 | 24,16    |

Datum: 24. Juli
Wind: +0,2 m/s

### 400 m
| Platz | Athletin, Verein                                     | Zeit (s) |
| ----- | ---------------------------------------------------- | -------- |
| 1     | Esther Cremer (TV Wattenscheid 01)                   | 52,70    |
| 2     | Claudia Hoffmann (SC Potsdam)                        | 52,91    |
| 3     | Lena Schmidt (LG Hilden)                             | 53,30    |
| 4     | Janin Lindenberg (SC Magdeburg)                      | 53,50    |
| 5     | Sylvia Semkowicz (LG Rhein-Wied)                     | 53,96    |
| 6     | Wiebke Ullmann (TSV Bayer 04 Leverkusen)             | 54,04    |
| 7     | Ruth Sophia Spelmeyer (VfL Oldenburg)                | 54,33    |
| 8     | Larissa Kettenis (SV Schlau.com Saar 05 Saarbrücken) | 54,76    |

Datum: 24. Juli

### 800 m
| Platz | Athletin, Verein                         | Zeit (min) |
| ----- | ---------------------------------------- | ---------- |
| 1     | Jana Hartmann (LG Olympia Dortmund)      | 2:06,67    |
| 2     | Annett Horna (TSV Bayer 04 Leverkusen)   | 2:06,86    |
| 3     | Karoline Pilawa (LG Stadtwerke München)  | 2:06,91    |
| 4     | Aline Krebs (LAZ Zweibrücken)            | 2:08,58    |
| 5     | Lisa Hübner (LG Eintracht Frankfurt)     | 2:09,37    |
| 6     | Katharina Heinle (LG Stadtwerke München) | 2:09,58    |
| 7     | Sandra Keil (LAC Quelle Fürth)           | 2:09,96    |
| 8     | Kerstin Marxen (LAV Asics Tübingen)      | 2:11,06    |

Datum: 24. Juli

### 1500 m
| Platz | Athletin, Verein                            | Zeit (min) |
| ----- | ------------------------------------------- | ---------- |
| 1     | Corinna Harrer (LG Telis Finanz Regensburg) | 4:10,47    |
| 2     | Elina Sujew (SC Potsdam)                    | 4:16,21    |
| 3     | Anne Kesselring (LAC Quelle Fürth)          | 4:17,25    |
| 4     | Monika Merl (LG Olympia Dortmund)           | 4:17,68    |
| 5     | Maren Kock (LG Emstal Dörpen)               | 4:20,66    |
| 6     | Agata Strausa (LAC Quelle Fürth)            | 4:21,66    |
| 7     | Isabell Teegen (SC Rönnau)                  | 4:25,98    |
| 8     | Anja Schneider (LAC Quelle Fürth)           | 4:27,03    |

Datum: 24. Juli

### 5000 m
| Platz | Athletin, Verein                             | Zeit (min) |
| ----- | -------------------------------------------- | ---------- |
| 1     | Sabrina Mockenhaupt (LG Sieg)                | 15:36,98   |
| 2     | Simret Restle (PSV Grün-Weiß Kassel)         | 16:01,63   |
| 3     | Lisa Hahner (Run2Sky.com)                    | 16:30,40   |
| 4     | Veronica Pohl (TSV Bayer 04 Leverkusen)      | 16:34,58   |
| 5     | Christina Kröckert (TSV Bayer 04 Leverkusen) | 16:39,29   |
| 6     | Marina Hilschenz (LG Wedel-Pinneberg)        | 16:45,71   |
| 7     | Carolin Aehling (LG Coesfeld)                | 16:52,18   |
| 8     | Ursula Gatzweiler (ASV Köln)                 | 16:55,00   |

Datum: 23. Juli

### 10.000 m
| Platz | Athletin, Verein                                 | Zeit (min) |
| ----- | ------------------------------------------------ | ---------- |
| 1     | Sabrina Mockenhaupt (LG Sieg)                    | 33:34,99   |
| 2     | Corinna Harrer (LG Telis Finanz Regensburg)      | 33:57,54   |
| 3     | Veronica Pohl (TSV Bayer 04 Leverkusen)          | 33:59,02   |
| 4     | Susanne Hahn (SV Schlau.com Saar 05 Saarbrücken) | 34:43,51   |
| 5     | Lisa Hahner (Run2Sky.com)                        | 34:53,77   |
| 6     | Christina Kröckert (TSV Bayer 04 Leverkusen)     | 34:56,16   |
| 7     | Friedrike Kallenberg (LAC Pliezhausen)           | 35:13,61   |
| 8     | Jana Janine Soethout (ASV Köln)                  | 35:21:95   |

Datum: 7. Mai
fand in Essen  statt

### 10-km-Straßenlauf
| Platz | Athletin, Verein                                 | Zeit (min) |
| ----- | ------------------------------------------------ | ---------- |
| 1     | Sabrina Mockenhaupt (LG Sieg)                    | 32:14      |
| 2     | Susanne Hahn (SV Schlau.com Saar 05 Saarbrücken) | 33:39      |
| 3     | Simret Restle (PSV Grün-Weiß Kassel)             | 33:51      |
| 4     | Veronica Pohl (TSV Bayer 04 Leverkusen)          | 34:52      |
| 5     | Friederike Feil (LG Olympia Dortmund)            | 34:55      |
| 6     | Silke Optekamp (PSV Grün-Weiß Kassel)            | 34:56      |
| 7     | Tinka Uphoff (Spiridon Frankfurt)                | 35:04      |
| 8     | Jana Janine Soethout (ASV Köln)                  | 35:23      |

Datum: 10. September
fand in Oelde statt

### 10-km-Straßenlauf, Mannschaftswertung
| Platz | Verein, Besetzung                                                               | Zeit (h) |
| ----- | ------------------------------------------------------------------------------- | -------- |
| 1     | PSV Grün-Weiß Kassel (Simret Restle, Silke Optekamp, Stefanie Wiesmair)         | 1:47:27  |
| 2     | SV Schlau.com Saar 05 Saarbrücken (Susanne Hahn, Constance Türk, Marion Jakobs) | 1:50:33  |
| 3     | ASV Köln (Jana Janine Soethout, Lisa Jaschke, Ronja Jaeger)                     | 1:52:01  |
| 4     | TG Viktoria Augsburg (Julia Weniger, Petra Stöckmann, Marion Hofmann)           | 1:56:35  |
| 5     | LG Sieg (Sabrina Mockenhaupt, Katharina Muhl, Hildegard Mockenhaupt)            | 1:57:27  |
| 6     | LC Solbad Ravensberg (Ilona Pfeiffer, Stefanie Schadt, Antje Strothmann)        | 1:57:57  |
| 7     | Hannover 96 (Katrin Kreil, Katrin Friedrich, Anja Vogelsang)                    | 1:58:36  |
| 8     | OSC Berlin (Victoria Brandt, Hanna Nagel, Heike Doliva)                         | 1:59:41  |

Datum: 10. September
fand in Oelde statt

### Halbmarathon
| Platz | Athletin, Verein                                        | Zeit (h) |
| ----- | ------------------------------------------------------- | -------- |
| 1     | Sabrina Mockenhaupt (LG Sieg)                           | 1:11:23  |
| 2     | Susanne Hahn (SV Schlau.com Saar 05 Saarbrücken)        | 1:14:23  |
| 3     | Veronica Pohl (TSV Bayer 04 Leverkusen)                 | 1:15:07  |
| 4     | Bernadette Pichlmaier (LAG Mittlere Isar)               | 1:15:20  |
| 5     | Silke Optekamp (PSV Grün-Weiß Kassel)                   | 1:17:11  |
| 6     | Katharina Heinig (LG Eintracht Frankfurt)               | 1:17:32  |
| 7     | Anja Schnabel (LAZ Salamander Kornwestheim-Ludwigsburg) | 1:18:52  |
| 8     | Constanze Boldt (LLC Marathon Regensburg)               | 1:19:06  |

Datum: 17. April
fand in Griesheim statt

### Halbmarathon, Mannschaftswertung
| Platz | Verein, Besetzung                                                                        | Zeit (h) |
| ----- | ---------------------------------------------------------------------------------------- | -------- |
| 1     | SV Schlau.com Saar 05 Saarbrücken (Susanne Hahn, Marion Jakobs, Constance Türk)          | 4:00:32  |
| 2     | Greifswalder SV 04 (Dr. Beate Krecklow, Carmen Siewert, Sandra Eltschkner)               | 4:06:18  |
| 3     | Spiridon Frankfurt (Tinka Uphoff, Béatrice Lienemann, Birgitt Bohn)                      | 4:10:01  |
| 4     | LAG Mittlere Isar (Bernadette Pichlmaier, Judith von Andrian, Anna Hösl)                 | 4:12:10  |
| 5     | TSG 1845 Heilbronn (Juliane Totzke, Manuela Molz, Tamara Stocker)                        | 4:16:56  |
| 6     | Spiridon Frankfurt (Dr. Karin Schenk, Ulrike Wagner, Dr. Viera Böhler)                   | 4:19:41  |
| 7     | LAZ Salamander Kornwestheim-Ludwigsburg (Anja Schnabel, Branka Hajek, Vanessa Schweizer) | 4:22:46  |
| 8     | LAV Asics Tübingen (Sabine Oesterle, Ute Philippi, Friedel Blumtritt-Stöhr)              | 4:25:02  |

Datum: 17. April
fand in Griesheim statt

### Marathon
| Platz | Athletin, Verein                                  | Zeit (h) |
| ----- | ------------------------------------------------- | -------- |
| 1     | Steffi Volke (LG Telis Finanz Regensburg)         | 2:51:23  |
| 2     | Marion Jacobs (SV Schlau.com Saar 05 Saarbrücken) | 2:52:40  |
| 3     | Fakja Hofmann (LG Telis Finanz Regensburg)        | 2:53:18  |
| 4     | Bianca Meyer (LG Stadtwerke München)              | 2:53:40  |
| 5     | Sandra Boitz (LAZ im SC DHfK Leipzig)             | 2:53:56  |
| 6     | Kerstin Steg (LAC Quelle Fürth)                   | 2:55:08  |
| 7     | Birgitt Bohn (Spiridon Frankfurt)                 | 2:55:14  |
| 8     | Cornelia Schindler (Vorspiel SSL Berlin)          | 2:56:24  |

Datum: 22. Mai
fand im Rahmen des Hamburg-Marathons statt

### Marathon, Mannschaftswertung
| Platz | Verein, Besetzung                                                                          | Zeit (h) |
| ----- | ------------------------------------------------------------------------------------------ | -------- |
| 1     | LG Telis Finanz Regensburg (Steffi Volke, Fakja Hofmann, Ulrike Mayer-Tancic)              | 8:49:07  |
| 2     | Spiridon Frankfurt (Birgitt Bohn, Teresa Ebert, Béatrice Lienemann)                        | 8:52:05  |
| 3     | LAZ im SC DHfK Leipzig (Sandra Boitz, Kathrin Bogen, Carina Schipp)                        | 9:04:57  |
| 4     | SV Schlau.com Saar 05 Saarbrücken 1 (Marion Jakobs, Karen aus der Fünten, Marion Stras)    | 9:07:53  |
| 5     | Spiridon Frankfurt (Dr. Viera Böhler, Karen Freund, Dr. Karin Schenk)                      | 9:32:04  |
| 6     | TG Viktoria Augsburg (Julia Weniger, Suzanne Snook, Heidi Küppers)                         | 9:50:38  |
| 7     | LAC Quelle Fürth (Kerstin Steg, Christine Ramsauer, Angelika Kühn-Maurer)                  | 9:53:37  |
| 8     | SV Schlau.com Saar 05 Saarbrücken 2 (Susanne Trenz, Heike Brücker-Boghossian, Andrea Karl) | 9:55:55  |

Datum: 22. Mai
fand im Rahmen des Hamburg-Marathons statt

### 100-km-Straßenlauf
| Platz | Athletin, Verein                          | Zeit (h) |
| ----- | ----------------------------------------- | -------- |
| 1     | Pamela Veith (TSV Kusterdingen)           | 8:13:14  |
| 2     | Antje Krause (Ultra Sport Club Marburg)   | 8:22:05  |
| 3     | Marika Heinlein (1. FC Geesdorf)          | 9:29:21  |
| 4     | Brigitte Rodenbeck (LG Braunschweig)      | 9:53:16  |
| 5     | Heike Bergmann (TSV Zeulenroda)           | 9:57:21  |
| 6     | Angela Ngamkam (Bautzener LV Rot-Weiß 90) | 9:59:00  |
| 7     | Anja Gries (LSG Saarbrücken-Sulzbachtal)  | 10:51:49 |
| 8     | Heike Pawzik (LG Nord Berlin)             | 12:47:30 |

Datum: 30. April
fand in Jüterbog statt

### 100 m Hürden
| Platz | Athletin, Verein                                            | Zeit (s) |
| ----- | ----------------------------------------------------------- | -------- |
| 1     | Cindy Roleder (LAZ im SC DHfK Leipzig)                      | 13,10    |
| 2     | Anne-Kathrin Elbe (LAZ im SC DHfK Leipzig)                  | 13,43    |
| 3     | Nadine Hildebrand (LAZ Salamander Kornwestheim-Ludwigsburg) | 13,49    |
| 4     | Aminina Ferguen (LG Hannover)                               | 13,63    |
| 5     | Jennifer Oeser (TSV Bayer 04 Leverkusen)                    | 13,65    |
| 6     | Pamela Dutkiewicz (TV Wattenscheid 01)                      | 13,72    |
| 7     | Jennifer Reinelt (1. FC Passau)                             | 13,75    |
| 8     | Maike Pietsch (LAC Berlin)                                  | 14,30    |

Datum: 23. Juli
Wind: −2,3 m/s

### 400 m Hürden
| Platz | Athletin, Verein                                 | Zeit        |
| ----- | ------------------------------------------------ | ----------- |
| 1     | Christiane Klopsch (LG OVAG Friedberg-Fauerbach) | 0056,97 s00 |
| 2     | Tina Kron (SV Schlau.com Saar 05 Saarbrücken)    | 0057,24 s00 |
| 3     | Claudia Wehrsen (LT DSHS Köln)                   | 0057,36 s00 |
| 4     | Jill Richards (SC Brandenburg Berlin)            | 0057,36 s00 |
| 5     | Anna Raukuc (Emder Laufgemeinschaft)             | 0058,05 s00 |
| 6     | Anja Bork (TSV Gomaringen)                       | 0058,75 s00 |
| 7     | Fabienne Kohlmann (LG Karlstadt-Gambach-Lohr)    | 0059,71 s00 |
| 8     | Corina Pape (MTV Ingolstadt)                     | 1:00,04 min |

Datum: 24. Juli

### 3000 m Hindernis
| Platz | Athletin, Verein                                  | Zeit (min) |
| ----- | ------------------------------------------------- | ---------- |
| 1     | Jana Sussmann (LG Nordheide)                      | 10:05,64   |
| 2     | Verena Dreier (SG Wenden)                         | 10:14,33   |
| 3     | Friederike Feil (LG Olympia Dortmund)             | 10:22,13   |
| 4     | Antje Möldner (SC Potsdam)                        | 10:28,74   |
| 5     | Susi Lutz (LG Telis Finanz Regensburg)            | 10:34,63   |
| 6     | Jana Stefanie Hirschhäuser (ASC 1990 Breidenbach) | 10:42,27   |
| 7     | Veronica Pohl (TSV Bayer 04 Leverkusen)           | 10:45,00   |
| 8     | Tamara Stocker (TSG Heilbronn)                    | 10:53,14   |

Datum: 24. Juli

### 4 × 100 m Staffel
| Platz | Verein, Besetzung                                                                                  | Zeit (s) |
| ----- | -------------------------------------------------------------------------------------------------- | -------- |
| 1     | TSV Bayer 04 Leverkusen I (Julia Brandt, Cathleen Tschirch, Mareike Peters, Jennifer Oeser)        | 44,99    |
| 2     | TV Wattenscheid 01 (Yasmin Kwadwo, Esther Cremer, Maike Dix, Christina Frewer)                     | 45,15    |
| 3     | TV Gladbeck (Christina Haack, Annika Drazek, Friederike Möhlenkamp, Laura Mossakowski)             | 45,31    |
| 4     | LT DSHS Köln (Marilena Scharff, Leena Günther, Judith Nögel, Caroline Schmepp)                     | 45,41    |
| 5     | VfB Stuttgart (Franziska Dobler, Anja Wackershauser, Anke Hummel, Ann-Kathrin Fischer)             | 46,22    |
| 6     | LAZ Salamander Kornwestheim-Ludwigsburg (Denise Kupprion, Miriam Hehl, Kathrin Frick, Sara Kuhnle) | 46,40    |
| 7     | LC Paderborn (Britta Tomkel, Inna Weit, Meike Schmitz, Sabrina Wokittel)                           | 46,55    |
| 8     | USC Freiburg (Amelie Werkhausen, Jacqueline Gyßler, Tatjana Steidle, Angela Fleig)                 | 46,77    |

Datum: 23. Juli

### 4 × 400 m Staffel
| Platz | Verein, Besetzung                                                                         | Zeit (min) |
| ----- | ----------------------------------------------------------------------------------------- | ---------- |
| 1     | TSV Bayer 04 Leverkusen I (Julia Förster, Wiebke Ullmann, Annett Horna, Sorina Nwachukwu) | 3:38,25    |
| 2     | LT DSHS Köln (Frederike Hogrebe, Claudia Wehrsen, Malena Richter, Lara Hoffmann)          | 3:39,25    |
| 3     | LG Olympia Dortmund (Carolin Strophff, Jana Hartmann, Monika Merl, Janina Balke)          | 3:46,21    |
| 4     | TSV Bayer 04 Leverkusen II (Maike Wilden, Mareike Peters, Lena Klaassen, Natalie Mehring) | 3:51,14    |
| 5     | LG Region Karlsruhe (Pia Gerstner, Cornelia Moll, Jessica Schmütz, Larissa Kaufmann)      | 3:51,30    |
| 6     | LAC Quelle Fürth (Sandra Keil, Anja Schneider, Agata Strausa, Anne Kesselring)            | 3:51,84    |
| 7     | LG Eintracht Frankfurt (Nicola Herrlitz, Lisa Hübner, Carina Haase, Julia Höhre)          | 3:55,54    |
| 8     | LG Bad Soden/Sulzbach/Neuenhain (Sarah Urban, Silke Pufahl, Elise Meyer, Lara Hartmann)   | 3:56,83    |

Datum: 24. Juli

### 3 × 800 m Staffel
| Platz | Verein, Besetzung                                                           | Zeit (min) |
| ----- | --------------------------------------------------------------------------- | ---------- |
| 1     | LG Olympia Dortmund (Mira Räker, Monika Merl – geb. Gradzki, Jana Hartmann) | 6:21,79    |
| 2     | LAC Quelle Fürth I (Sandra Keil, Agata Strausa, Anne Kesselring)            | 6:22,35    |
| 3     | TSV Bayer 04 Leverkusen (Natalie Mehring, Lena Klaassen, Annett Horna)      | 6:29,54    |
| 4     | StG Gomaringen-Schwäbisch Hall (Nadja Bork, Anja Bork, Astrid Beerlage)     | 6:30,32    |
| 5     | StG Neckarsulm-Heilbronn (Joana Rüttler, Tamara Stocker, Kristina Schadt)   | 6:47,58    |
| 6     | LAC Quelle Fürth II (Anja Schneider, Andelka Tancic, Irina Edling)          | 6:47,91    |
| 7     | Hamburger SV (Gesa Bendfeld, Carolin Wendel, Mareile Kitzel)                | 6:51,14    |
| 8     | LG Eintracht Frankfurt (Anne Streblow, Julia Höhre, Lisa Hübner)            | 6:57,75    |

Datum: 7. August
fand in Jena im Rahmen der Deutschen Jugendmeisterschaften statt

### 5000-m-Bahngehen
| Platz | Athletin, Verein                                | Zeit (min) |
| ----- | ----------------------------------------------- | ---------- |
| 1     | Sabine Krantz, geb. Zimmer (TV Wattenscheid 01) | 20:56,75   |
| 2     | Melanie Seeger (SC Potsdam)                     | 21:11,24   |
| 3     | Christin Elß (SC Potsdam)                       | 23:35,98   |
| 4     | Charlotte Miriam Kobus (SC Potsdam)             | 24:53,36   |

Datum: 24. Juli
nur 4 Teilnehmerinnen

### 20-km-Gehen
| Platz | Athletin, Verein                                | Zeit (h) |
| ----- | ----------------------------------------------- | -------- |
| 1     | Sabine Krantz, geb. Zimmer (TV Wattenscheid 01) | 1:31:08  |
| 2     | Melanie Seeger (SC Potsdam)                     | 1:37:24  |
| 3     | Christin Strunk (Alemannia Aachen)              | 1:43:40  |
| 4     | Denis Franke (SV Einheit 1875 Worbis)           | 1:45:30  |
| 5     | Bianca Schenker (LG Vogtland)                   | 1:49:57  |
| 6     | Sabine Schmidt (SpVgg Niederaichbach)           | 1:54:10  |
| 7     | Tina Schmidt (SV Halle)                         | 1:54:32  |
| 8     | Katrin Eggl (SpVgg Niederaichbach)              | 2:01:26  |

Datum: 11. Juni
fand in Erfurt statt

### 20-km-Gehen, Mannschaftswertung
| Platz | Verein, Besetzung                                                     | Zeit (h) |
| ----- | --------------------------------------------------------------------- | -------- |
| 1     | SpVgg Niederaichbach (Sabine Schmidt, Katrin Eggl, Franziska Spanner) | 6:10:13  |
| 2     | DJK Sparta Langenhagen (Anneke Heuer, Corinna Luedtke, Birgit Komoll) | 6:47:36  |

Datum: 11. Juni
fand in Erfurt statt
nur 2 Mannschaften in der Wertung

### Hochsprung
| Platz | Athletin, Verein                                                     | Höhe (m) |
| ----- | -------------------------------------------------------------------- | -------- |
| 1     | Melanie Bauschke (LG Nike Berlin)                                    | 1,86     |
| 2     | Marie-Laurence Jungfleisch (LAZ Salamander Kornwestheim-Ludwigsburg) | 1,86     |
| 3     | Meike Kröger (LG Nord Berlin)                                        | 1,82     |
| 4     | Charlotte Brauch (LG Nord Berlin)                                    | 1,78     |
| 5     | Bianca Schmid (Sportclub Gelnhausen)                                 | 1,74     |
| 5     | Saskia Triesscheijn (LG Nord Berlin)                                 | 1,74     |
| 7     | Katarina Mögenburg (TSV Bayer 04 Leverkusen)                         | 1,74     |
| 8     | Miriam Afani (Stuttgarter Kickers)                                   | 1,74     |

Datum: 23. Juli

### Stabhochsprung
| Platz | Athletin, Verein                            | Höhe (m) |
| ----- | ------------------------------------------- | -------- |
| 1     | Martina Strutz (Hagenower SV)               | 4,65     |
| 2     | Silke Spiegelburg (TSV Bayer 04 Leverkusen) | 4,60     |
| 3     | Kristina Gadschiew (LAZ Zweibrücken)        | 4,60     |
| 4     | Anna Battke (USC Mainz)                     | 4,50     |
| 5     | Annika Roloff (MTV 49 Holzminden)           | 4,35     |
| 6     | Julia Hütter (LG Eintracht Frankfurt)       | 4,25     |
| 7     | Joana Kraft (TuS Metzingen)                 | 4,25     |
| 8     | Martina Schultze (LG Filstal)               | 4,15     |

Datum: 23. Juli

### Weitsprung
| Platz | Athletin, Verein                              | Weite (m) |
| ----- | --------------------------------------------- | --------- |
| 1     | Michelle Weitzel (LG Telis Finanz Regensburg) | 6,52      |
| 2     | Bianca Kappler (LC Rehlingen)                 | 6,48      |
| 3     | Sosthene Moguenara (TV Wattenscheid 01)       | 6,48      |
| 4     | Melanie Bauschke (LG Nike Berlin)             | 6,45      |
| 5     | Nadja Kätherr (Hamburger SV)                  | 6,36      |
| 6     | Maren Schwerdtner (Hannover 96)               | 6,32      |
| 7     | Sinje Florczak (Hamburger SV)                 | 6,19      |
| 8     | Anja Schulz (ABC Ludwigshafen)                | 6,19      |

Datum: 24. Juli

### Dreisprung
| Platz | Athletin, Verein                      | Weite (m) |
| ----- | ------------------------------------- | --------- |
| 1     | Katja Demut (TuS Jena)                | 14,22     |
| 2     | Jenny Elbe (Dresdner SC)              | 13,37     |
| 3     | Katharina Schreck (TS Herzogenaurach) | 13,09     |
| 4     | Theresa Greb (LG Ratio Münster)       | 13,01     |
| 5     | Pia Dürr (ABC Ludwigshafen)           | 12,85     |
| 6     | Maike Nieklauson (TuS Jena)           | 12,83     |
| 7     | Lena Saathoff (SV Georgsheil)         | 12,65     |
| 8     | Lena Anna-Marie Finger (SC Potsdam)   | 12,43     |

Datum: 24. Juli

### Kugelstoßen
| Platz | Athletin, Verein                  | Weite (m) |
| ----- | --------------------------------- | --------- |
| 1     | Christina Schwanitz (LV 90 Thum)  | 18,95     |
| 2     | Nadine Kleinert (SC Magdeburg)    | 18,57     |
| 3     | Josephine Terlecki (SC Magdeburg) | 17,31     |
| 4     | Sophie Kleeberg (LV 90 Thum)      | 17,25     |
| 5     | Meike Naumann (TSV Frankenberg)   | 14,49     |
| 6     | Katinka Urbaniak (LG Filstal)     | 14,34     |
| 7     | Caroline Klöckner (VfL Gladbeck)  | 13,38     |
| 8     | Mona Althenn (LG Wetzlar)         | 13,32     |

Datum: 24. Juli

### Diskuswurf
| Platz | Athletin, Verein                                 | Weite (m) |
| ----- | ------------------------------------------------ | --------- |
| 1     | Nadine Müller (Hallesche Leichtathletik-Freunde) | 63,41     |
| 2     | Heike Koderisch (SC Magdeburg)                   | 57,99     |
| 3     | Ulrike Giesa (LAC Quelle Fürth)                  | 57,33     |
| 4     | Julia Fischer (SCC Berlin)                       | 56,64     |
| 5     | Jessica Kolotzei (LG Nord Berlin)                | 55,06     |
| 6     | Julia Bremser (LSG Goldener Grund)               | 55,01     |
| 7     | Sabine Rumpf (LSG Goldener Grund)                | 54,73     |
| 8     | Marie-Christin Lehm (ASC Darmstadt)              | 51,49     |

Datum: 23. Juli

### Hammerwurf
| Platz | Athletin, Verein                                   | Weite (m) |
| ----- | -------------------------------------------------- | --------- |
| 1     | Betty Heidler (LG Eintracht Frankfurt)             | 76,04     |
| 2     | Kathrin Klaas (LG Eintracht Frankfurt)             | 72,39     |
| 3     | Andrea Bunjes (LG Eintracht Frankfurt)             | 64,95     |
| 4     | Carolin Paesler (Hallesche Leichtathletik-Freunde) | 64,28     |
| 5     | Gabi Wolfarth (LG Eintracht Frankfurt)             | 63,97     |
| 6     | Mareike Nannen (LG Eintracht Frankfurt)            | 60,29     |
| 7     | Bianca Wiecken (ASC 09 Dortmund)                   | 58,02     |
| 8     | Daniela Manz (TSV Bayer 04 Leverkusen)             | 57,53     |

Datum: 23. Juli

### Speerwurf
| Platz | Athletin, Verein                                      | Weite (m) |
| ----- | ----------------------------------------------------- | --------- |
| 1     | Christina Obergföll (LG Offenburg)                    | 68,86     |
| 2     | Katharina Molitor (TSV Bayer 04 Leverkusen)           | 64,67     |
| 3     | Esther Eisenlauer (SV Schlau.com Saar 05 Saarbrücken) | 59,41     |
| 4     | Mareike Rittweg (LV 90 Thum)                          | 57,72     |
| 5     | Linda Stahl (TSV Bayer 04 Leverkusen)                 | 57,67     |
| 6     | Susanne Rosenbauer (LG Augsburg)                      | 55,19     |
| 7     | Christin Hussong (TV Thaleischweiler)                 | 54,79     |
| 8     | Sarah Mayer (SC Potsdam)                              | 52,79     |

Datum: 24. Juli

### Siebenkampf
| Platz | Athletin, Verein                          | Leistung (Pkte) |
| ----- | ----------------------------------------- | --------------- |
| 1     | Claudia Rath (LG Eintracht Frankfurt)     | 5485            |
| 2     | Stefanie Saumweber (SSV Ulm 1846)         | 5335            |
| 3     | Ines Discherl (LG Karlstadt-Gambach-Lohr) | 5066            |
| 4     | Vanessa Röll (LC Rothaus)                 | 4817            |
| 5     | Nicola Herrlitz (LG Eintracht Frankfurt)  | 4767            |
| 6     | Sarah Leidl (1. FC Passau)                | 4749            |
| 7     | Cornelia Moll (LG Region Karlsruhe)       | 4726            |
| 8     | Nina Janssen (SV 19 Straelen)             | 4703            |

Datum: 27./28. August
fand in Vaterstetten statt

### Siebenkampf, Mannschaftswertung
| Platz | Verein, Besetzung                                                       | Leistung (Pkte) |
| ----- | ----------------------------------------------------------------------- | --------------- |
| 1     | LG Eintracht Frankfurt (Claudia Rath, Verena Schiebel, Nicola Herrlitz) | 15.088          |
| 2     | ASV Iserlohn (Frauke Borscheid, Carina Bodenstein, Sandra Venghaus)     | 12.703          |

Datum: 27./28. August
fand in Vaterstetten statt
nur 2 Teams in der Wertung

### Crosslauf–6,75 km
| Platz | Athletin, Verein                                 | Zeit (min) |
| ----- | ------------------------------------------------ | ---------- |
| 1     | Sabrina Mockenhaupt (LG Sieg)                    | 23:18      |
| 2     | Simret Restle (PSV Grün-Weiß Kassel)             | 23:25      |
| 3     | Anna Hahner (Run2Sky.com)                        | 23:46      |
| 4     | Susanne Hahn (SV Schlau.com Saar 05 Saarbrücken) | 23:55      |
| 5     | Corinna Harrer (LG Telis Finanz Regensburg)      | 24:04      |
| 6     | Jana Sussmann (LG Nordheide)                     | 24:06      |
| 7     | Anne Haug (LG Stadtwerke München)                | 24:10      |
| 8     | Lisa Hahner (Run2Sky.com)                        | 24:14      |

Datum: 5. März
fand in Löningen statt

### Crosslauf–6,75 km, Mannschaftswertung
| Platz | Verein, Besetzung                                                                                | Platzziffer |
| ----- | ------------------------------------------------------------------------------------------------ | ----------- |
| 1     | LG Telis Finanz Regensburg (Corinna Harrer, Christiane Danner, Susi Lutz)                        | 031         |
| 2     | PSV Grün-Weiß Kassel (Simret Restle, Silke Optekamp, Katrin Arndt)                               | 042         |
| 3     | TSG 1845 Heilbronn (Juliane Totzke, Corinna Nuber, Tamara Stocker)                               | 099         |
| 4     | TSV Bayer 04 Leverkusen (Veronica Pohl, Lena Klaassen, Julia Dobmeier)                           | 099         |
| 5     | LG Olympia Dortmund (Heike Bienstein, Monika Merl, Vanessa Rösler)                               | 106         |
| 6     | LAV Asics Tübingen (Katharina Becker, Sarah Cornelsen, Franziska Pfeifer)                        | 108         |
| 7     | SV Schlau.com Saar 05 Saarbrücken (Susanne Hahn, Karen aus der Fünten, Heike Brücker-Boghossian) | 121         |
| 8     | ASV Köln (Jana Janine Soethout, Lisa Jaschke, Caroline Päffgen)                                  | 130         |

Datum: 5. März
fand in Löningen statt

### Berglauf–8,6 km
| Platz | Athletin, Verein                            | Zeit (min) |
| ----- | ------------------------------------------- | ---------- |
| 1     | Lisa Reisinger (SSC Hanau-Rodenbach)        | 56:33      |
| 2     | Marie-Luise Heilig-Duventäster (LG Welfen)  | 60:15      |
| 3     | Kerstin Straub (SSC Hanau-Rodenbach)        | 61:07      |
| 4     | Monika Carl (LG Welfen)                     | 62:30      |
| 5     | Ellen Clemens (LG Telis Finanz Regensburg)  | 62:48      |
| 6     | Carolin Tuch (Chemnitzer LV Megware)        | 63:00      |
| 7     | Nora Coenen (LG Wettenberg)                 | 63:46      |
| 8     | Britta Müller (LG badenova Nordschwarzwald) | 64:05      |

Datum: 3. Juli
fand in Oberstdorf statt

### Berglauf–8,6 km, Mannschaftswertung
| Platz | Verein, Besetzung                                                                | Zeit (h) |
| ----- | -------------------------------------------------------------------------------- | -------- |
| 1     | SSC Hanau-Rodenbach I (Lisa Reisinger, Kerstin Straub, Anette Portele)           | 3:05:40  |
| 2     | LG Welfen (Marie-Luise Heilig-Duventäster, Monika Carl, Uschi Bergler)           | 3:10:30  |
| 3     | Post-Telekom-SV Rosenheim (Karin Cruschwitz, Michelle Maier, Paula Mangold-Wolf) | 3:22:51  |
| 4     | ASC Rosellen/Neuss (Stefanie Buss, Tanja Wimmer, Angela Müller)                  | 3:24:55  |
| 5     | SSC Hanau-Rodenbach II (Anine Hell, Annette Straub, Frauke Tschiltschke)         | 3:45:50  |

Datum: 3. Juli
fand in Oberstdorf statt
nur 5 Mannschaften in der Wertung

## Fotolink
- Deutsche Leichtathletik-Meisterschaft 2011, youtube.com, abgerufen am 25. April 2021

## Videolinks
- Deutsche Leichtathletik Meisterschaften 2011 800m (Männer) Kassel, youtube.com, abgerufen am 25. April 2021
- Deutsche Meisterschaft 1500m (Männer) Leichtathletik 2011 in Kassell, youtube.com, abgerufen am 25. April 2021
- Deutsche Meisterschaft 1500m (Männer) Leichtathletik 2011 in Kassell, youtube.com, abgerufen am 25. April 2021